# Freedon (álbum de Malfunkshun)
Freedom es un álbum recopilatorio de la banda grunge Malfunkshun, lanzado en año 2008 por medio de Wammybox Records, discográfica del cual es dueño Kevin Wood, el disco contiene demos de canciones (recientemente descubiertas) serían de a principios de los 80s.

## Listados de temas
1. Freedom
2. Rock and Roll Lover
3. Meatcakes
4. Crazy Filler
5. Scatman Blues
6. Slight Jam
7. Champion
8. Acoustic Jam

## Créditos
- Andrew Wood - Voz y Bajo
- Kevin Wood - Guitarra
- Regan Hagar - Batería

- Datos: Q5869187